# Куширо
Куширо (јап. 釧路市) град је у Јапану у префектури Хокаидо на источној обали острва Хокаидо. Према попису становништва из 2005. у граду је живело 190.478 становника. То је најхладнији велики град Јапана. Лети је град обавијен маглом и зато је познат као "град магле". Град у Јапану је одувек био позната рибарска лука.
Јапански песник Такубоку Ишикава живео је у Куширу.

## Географија
Северно, крај града се налази велики национални парк „Куширске мочваре”. То су највеће мочваре Јапана.
У тим мочварама налазе се јапански ждралови, који су један од симбола Јапана. Први пут су у тој мочвари успели да их вештачки одгаје. Сад мочвара има око 20 јапанских ждралова.

## Становништво
Према подацима са пописа, у граду је 2005. године живело 190.478 становника.
| 1995.   | 2000.   | 2005.   |
| ------- | ------- | ------- |
| 209.680 | 201.566 | 190.478 |